# Ligyra leuconoe
Ligyra leuconoe är en tvåvingeart som först beskrevs av Jaennicke 1867.  Ligyra leuconoe ingår i släktet Ligyra och familjen svävflugor. Inga underarter finns listade i Catalogue of Life.